# Ломжа (гмина)
Ломжа (пол. Łomża) — сельская гмина (волость) в Польше, входит как административная единица в Ломжинский повет, Подляское воеводство. Население — 10724 человека (на 2011 год).

## Демография
Данные по переписи 2011 года:
| Перепись            | Всего | Мужчины | Женщины |
| ------------------- | ----- | ------- | ------- |
| Всего               | 10724 | 5419    | 5305    |
| Городское население | 0     | 0       | 0       |
| Сельское население  | 10724 | 5419    | 5305    |

## Сельские округа
1. Анджейки
2. Баче-Сухе
3. Богушице
4. Боженица
5. Хойны-Млоде
6. Чаплице
7. Длужнево
8. Гад
9. Гелчин
10. Гжималы-Щепанковске
11. Яново
12. Ярнуты
13. Едначево
14. Кисёлки
15. Конажице
16. Коты
17. Лютостань
18. Лохтыново
19. Миколайки
20. Милево
21. Модзеле-Скудоше
22. Модзеле-Выпыхы
23. Нове-Куписки
24. Нове-Выжики
25. Пнево
26. Подгуже
27. Пухалы
28. Рыбно
29. Семень-Наджечны
30. Семень-Ровы
31. Сежпуты-Млоде
32. Стара-Ломжа-над-Жекон
33. Стара-Ломжа-пши-Шосе
34. Старе-Хойны
35. Старе-Куписки
36. Старе-Модзеле
37. Старе-Сежпуты
38. Выгода
39. Завады
40. Зосин

## Поселения
1. Баче-Липник
2. Миколаев
3. Рубинувка

## Соседние гмины
1. Ломжа
2. Гмина Малы-Плоцк
3. Гмина Мястково
4. Гмина Новогруд
5. Гмина Пёнтница
6. Гмина Рутки
7. Гмина Снядово
8. Гмина Визна
9. Гмина Замбрув